# Wuhu
Pour les articles homonymes, voir Wuhu (homonymie).
Wuhu (chinois simplifié : 芜湖市 ; chinois traditionnel : 蕪湖市 ; pinyin : wúhú shì) est une ville-préfecture du sud-est de la province de l'Anhui en Chine.

## Climat
Les températures moyennes pour la ville de Wuhu vont de +2,7 °C pour le mois le plus froid à +28,5 °C pour le mois le plus chaud, avec une moyenne annuelle de +16 °C (chiffres arrêtés en 1988), et la pluviométrie y est de 1183,5 mm (chiffres arrêtés en 1983).

## Population
La ville-préfecture comptait 3 842 100 habitants en 2011.
Les districts de la ville de Wuhu comptaient quant à eux 1 450 000 habitants en 2011.

## Subdivisions administratives
La ville-préfecture de Wuhu exerce sa juridiction sur sept subdivisions - quatre districts et trois xian :
- le district de Jinghu - 镜湖区 Jìnghú Qū ;
- le district de Sanshan - 三山区 Sānshān Qū ;
- le district de Jiujiang - 鸠江区 Jiūjiāng Qū ;
- le district de Yijiang - 弋江区 Yìjiāng Qū ;
- le xian de Wuhu - 芜湖县 Wúhú Xiàn ;
- le xian de Fanchang - 繁昌县 Fánchāng Xiàn ;
- le xian de Nanling - 南陵县 Nánlíng Xiàn.

## Histoire
L'existence de la ville est attestée depuis près de 3 000 ans (première attestation datant de -770).
La ville s'est développée en particulier pendant la période des Trois Royaumes (220-280). La ville était alors connue sous le nom de Jiuzi (Chiu-tzu 鳩茲).
Sous la dynastie des Ming, la ville est devenue un centre important pour le commerce fluvial du riz.
En 1876, la ville devient un port de traité et elle se développe rapidement. La cathédrale catholique Saint-Joseph de Wuhu date de cette époque.
Depuis 1993, la ville connaît un fort développement économique dû à la création de la zone de développement technologique et économique de Wuhu.

## Tourisme
- Le lac du miroir (镜湖)
- Le marché Jiuzi (鸠兹广场)
- Le parc des rives du Yangtsé (滨江公园)
- Le parc des collines ocre (赭山)
- Le stade olympique de Wuhu (奥林匹克体育场)
- Le Grand Pont sur le Yangtsé (长江大桥)
- Fantawild Adventure (方特欢乐世界)
- Rue de la gastronomie Phénix (凤凰美食街)
- La cathédrale Saint-Joseph de Wuhu (芜湖圣若瑟主教座堂)

## Transports
La ville de Wuhu a inauguré le 3 novembre 2021 la ligne 1 de monorail qui opère dans une direction nord-sud et couvre une distance totale de 30,4 km avec 25 stations surélevées. Les trains circulant sur la ligne peuvent atteindre une vitesse de 80 km/h. 
La construction de ce monorail a commencé en 2017, avec un investissement total de plus de 8 milliards de yuans (environ 1,25 milliard de dollars). La ligne 2 devrait entrer en service en 2025. 
La plate-forme monorail Innovia, ainsi que 168 voitures au total, ont été fabriquées par la coentreprise chinoise d'Alstom, CRRC Puzhen Bombardier Transportation Systems Limited (PBTS). Dans le cadre de ce projet, Bombardier NUG Signalling Solutions Company, détenue à 50 % par Alstom, a livré le système de signalisation Cityflo 650 qui permet le fonctionnement automatique du train, tandis que la coentreprise d'Alstom pour la propulsion en Chine, Bombardier NUG Propulsion System Co. Ltd. (détenue à 50 % par le groupe Alstom), a fourni l'équipement de propulsion Mitrac pour les trains monorail.

## Jumelages
- Kōchi (Japon)
- Pavie (Italie)
- Torrejón de Ardoz (Espagne)